# ハニーズバー

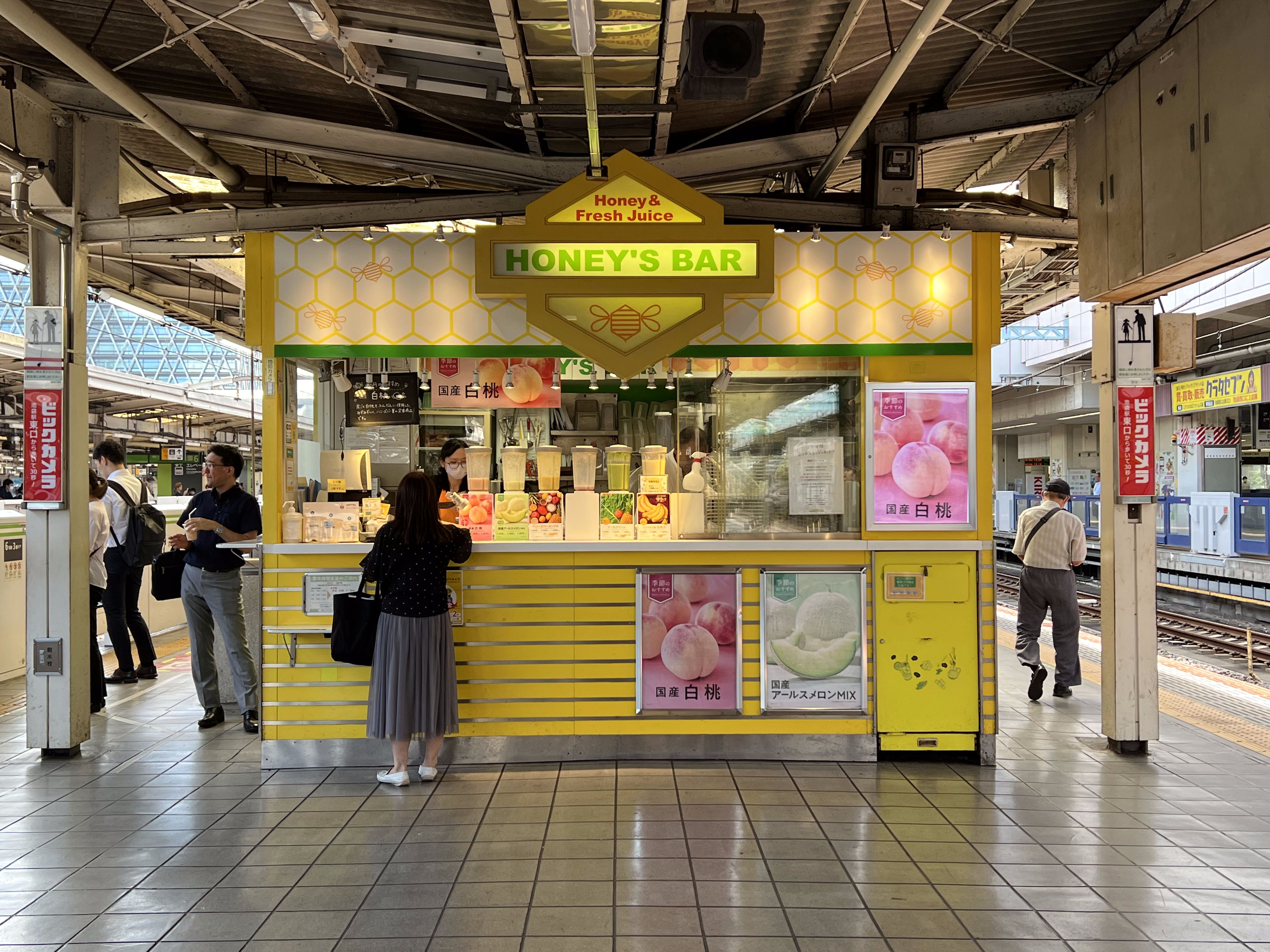
ハニーズバー池袋駅山手線外回りホーム店
2007年7月に池袋駅山手線内回りホーム店とともに開業した1号店。内回りホーム店はのち閉店したが、外回りホーム店は最期まで営業を続けた。写真は最終営業日の様子。

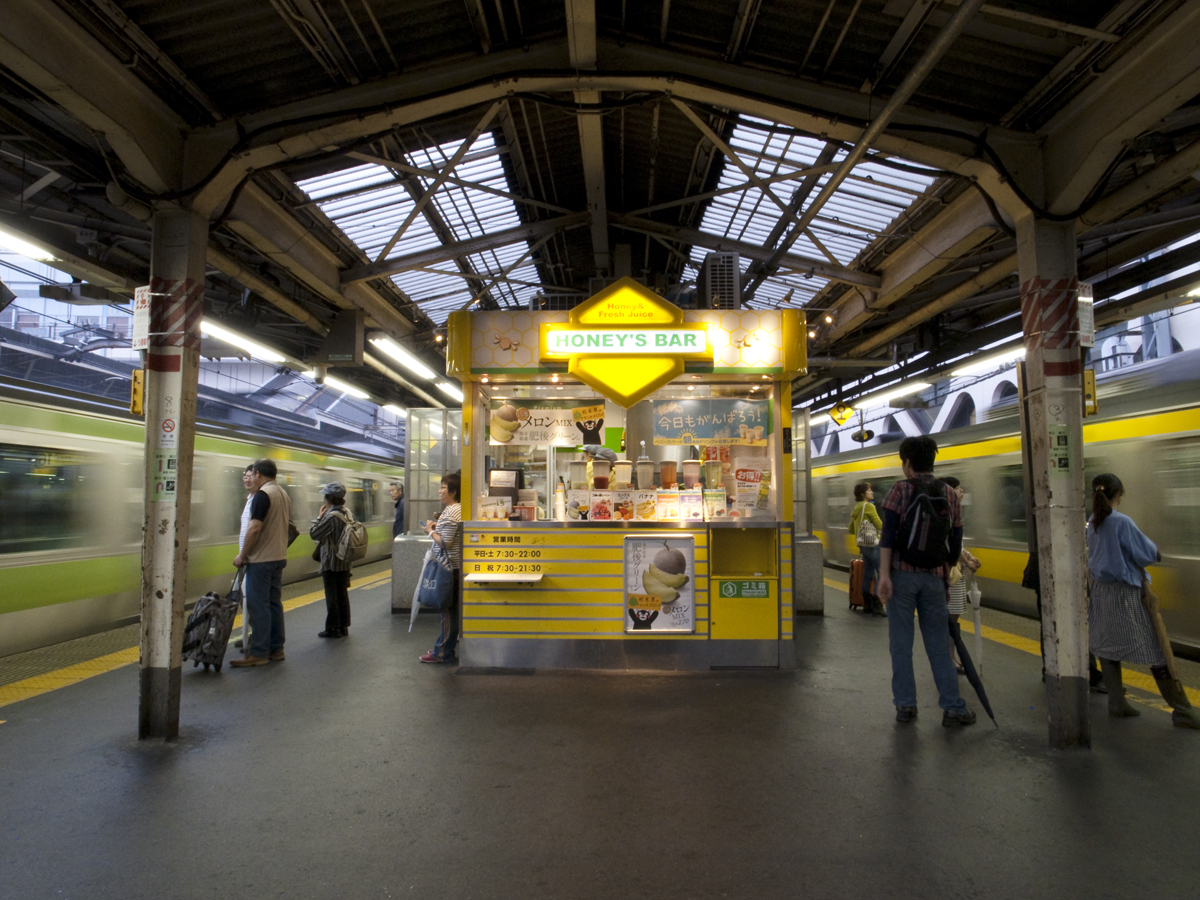
ハニーズバー新宿店（2014年6月）
このようなプラットホーム上の店舗のほか、駅構内の通路上の店舗、改札外コンコースの店舗、駅ビル内の店舗などがあった。

ハニーズバー (HONEY'S BAR) は、東日本旅客鉄道（JR東日本）の子会社であるJR東日本クロスステーション (JR-Cross) が、2007年から2023年にかけて、JR東日本の首都圏主要駅のホーム上や駅ナカで運営していたジューススタンドチェーンの店舗ブランドである。
店名「ハニーズバー」は、ジュースの甘味に蜂蜜を使用していたことに由来する。

## 概要
「駅のエネルギーチャージスポット」をキーワードに、季節の果物、牛乳、ヨーグルト、蜂蜜などをブレンドしたナチュラルな甘味のフレッシュジュースを提供していた。
ハニーズバーの店舗は、最小5坪ほどのスペースに数台のジュースミキサーを設置し、新鮮な素材と氷を用いたミックスジュースを数秒で客に提供できるようにしていた。そのためパックや缶に比べて味は濃厚で香りも良く、それでいて値段は手頃で、立地からして乗り換え時にホーム上ですぐ飲める手軽さもあることから、幅広い年齢層に根強い人気があり、固定客も多かった。また季節ごとに旬のフルーツを材料にした新商品もたびたび展開しており、女性は新商品を、男性はイチゴジュースなど甘い商品を買う傾向がみられた。
なお、JR東日本グループのフードビジネス事業再編により、運営会社はジェイアール東日本フードビジネス→JR東日本フーズ→JR東日本クロスステーションと変遷している。

## 歴史

### 前史
ハニーズバーの源流は、京阪電気鉄道の子会社が運営する関西発祥のチェーン店「ジューサーバー」(Juicer Bar) である。ジューサーバーはかつてはフランチャイズ契約により首都圏にも進出して多数の店舗を出店していたが、JR東日本グループ（ジェイアール東日本フードビジネス、ジェイアール東日本都市開発）もフランチャイジーとしてJR東日本の駅構内に「ジューサーバー」を出店していた。そのうちジェイアール東日本フードビジネス (JEFB) の運営する店舗を自社ブランドの「ハニーズバー」へ転換したのが始まりである。ジェイアール東日本都市開発が運営していた2店（南浦和店・中山店）は「ハニーズバー」へ転換せず閉店した。なお2023年3月現在、「ジューサーバー」の店舗は関東地区から全店撤退している。

### 新型コロナとハニーズバー閉店
「BECK'S COFFEE SHOP」や「Becker's」などを運営していたジェイアール東日本フードビジネス（JEFB、現：JR東日本クロスステーション）が、2007年7月から新業態としてジューススタンドを開始し、最初にJR山手線池袋駅に、池袋外回りホーム店と池袋内回りホーム店を開業した。
購入の手軽さや健康志向の高まりもあり、客からも支持されて業績を堅調に伸ばし、ハニーズバーの店舗数は、2012年には24店、最盛期の2018年には44店まで拡大した
。2021年にはフランチャイズ契約により、シンガポールのブーン・レイ駅に海外初出店を果たした（2022年6月閉店）。
ところが2020年から始まったコロナ禍はハニーズバーの業績を暗転させた。従来からハニーズバーの売れ行きは季節や気温の変化に強く影響される弱みがあったが、コロナ禍による鉄道利用客の激減はハニーズバーの薄利多売というスタイルにとって大きな痛手であり、さらに材料である果物類の高騰が加わった。
2020年の新型コロナウイルス感染症の流行により、同年4月7日から首都圏1都3県に緊急事態宣言が発出。これを受け、当時営業していた43店舗が全店休業した。同年5月21日から一部店舗が時短営業で再開したものの、その後も郊外地区や複数店舗のある駅などでは休業継続した店舗もあり、そのまま閉店した店舗も多かった。また2020年時点では千葉県にも出店していた。
その結果、2021年2月13日までには、店舗数は30店へ減少。さらに2022年9月時点では19店にまで減少し、「創業の地」である池袋駅のほか、東京駅、新宿駅などで営業を継続していた。
2023年8月半ば、同年8月末をもって全店閉店する旨の掲示がハニーズバーの各店舗に貼り出された。全店閉店直前の2023年8月21日時点では、東京都、神奈川県、埼玉県の3都県で13店舗が営業していたが、その残った13店舗も、2023年8月31日をもって全店が閉店した。
JR東日本クロスステーションは閉店の理由について、マスメディアからの取材に対し「経営改善の取り組みの一環として、幅広い業種・業態の整理、事業性を検討した結果、ハニーズバー事業の撤退が決まった」と回答した。SNS上では閉店を惜しむ声が多く上がったが、同社としては今のところ同様のジュースバー業態を別途出店する計画はなく、自動販売機など別の形で提供する予定もないとした。

## 沿革
- 2007年（平成19年）7月 - ジェイアール東日本フードビジネス (JEFB) が「ハニーズバー (HONEY'S BAR) 」のチェーン展開を開始、JR山手線池袋駅に池袋外回りホーム店、池袋内回りホーム店を開業[1]。
- 2020年（令和2年）
  - 4月1日 - ジェイアール東日本フードビジネスが株式会社日本レストランエンタプライズ (NRE) へ吸収合併され、日本レストランエンタプライズは株式会社JR東日本フーズへ商号変更。それに伴い「ハニーズバー」事業もJR東日本フーズへ継承される。
  - 4月7日 - 新型コロナウイルス感染症の流行により、首都圏1都3県に緊急事態宣言が発出される（5月25日まで）。これを受け全43店で休業[10][11][12]。
  - 5月21日 - 都心部を中心に一部店舗で時短営業を再開。
- 2021年（令和3年）
  - 4月1日 - JR東日本グループ再編により、株式会社JR東日本リテールネットが存続会社となり、株式会社JR東日本フーズほか3社を吸収合併し、株式会社JR東日本クロスステーションへ商号変更[16]。それに伴い「ハニーズバー」事業もJR東日本クロスステーションへ継承される。
  - 同年には初の海外進出店舗としてシンガポール1号店を出店[5]。
- 2022年（令和4年）6月27日 - シンガポール1号店を閉店[5]。
- 2023年（令和5年）8月31日 - JR東日本クロスステーションが「ハニーズバー」を全店閉店[1][2][5][14][15]。

## 店舗

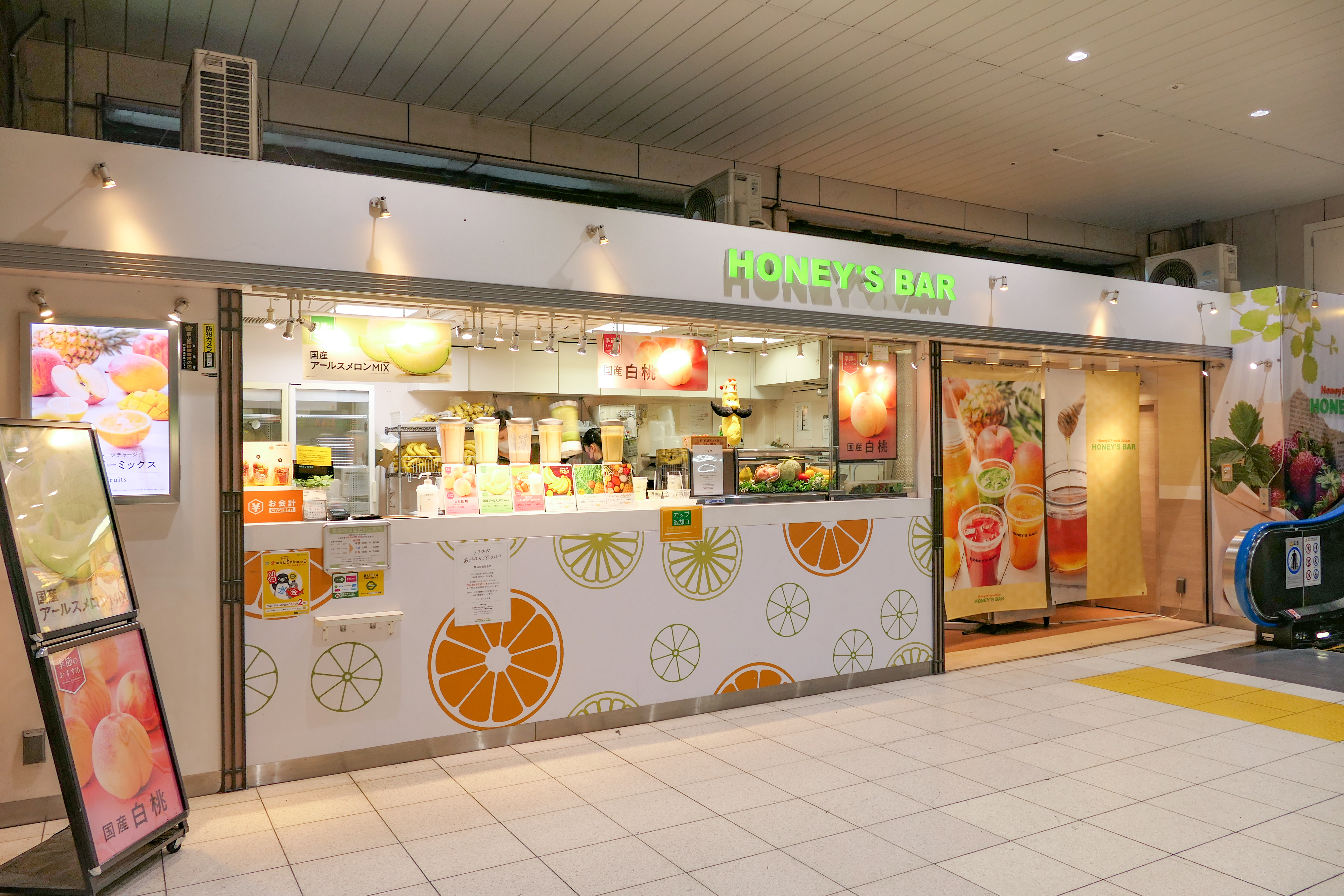
ハニーズバー大宮店（2023年8月）
駅構内（改札内）の店舗

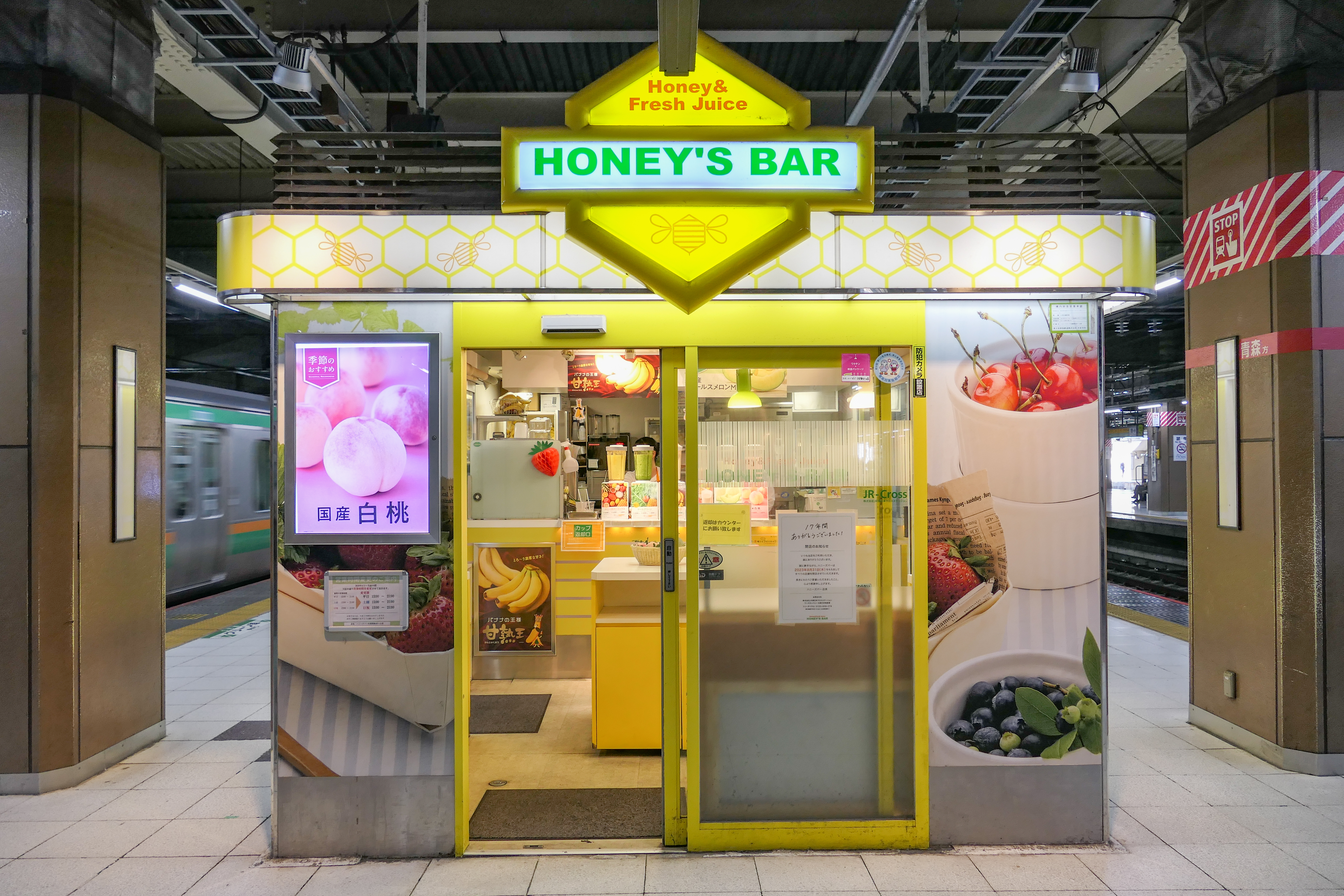
ハニーズバー大宮駅第4ホーム店（2023年8月）
ホーム上の店舗

- 首都圏1都3県（東京都・神奈川県・埼玉県・千葉県）に出店していたが、店舗分布は東京都内が大半で、東京23区内は山手線沿線が中心、多摩地区は中央線沿線に出店していた。
- 営業時間は通常営業時のもの。
- 「緊急事態宣言」とは、2020年4月7日から5月25日まで首都圏1都3県に発出された第1回緊急事態宣言を指す。

### 2023年8月末に閉店した店舗

#### 東京都
東京23区
- 池袋山手線外回りホーム店 -  池袋駅、山手線外回り7・8番線ホーム[15]。2007年7月、池袋山手線内回りホーム店とともに開業。営業時間は8時00分 - 22時00分。緊急事態宣言後、5月21日より時短営業再開[10][11][13]。
- 東京店 - 東京駅、東海道線7・8番線ホーム[15]。営業時間は7時00分 - 22時00分。緊急事態宣言後、5月21日より時短営業再開[10][11][13]。
- 大崎店 - 大崎駅北口改札正面[15][7]。営業時間は7時30分 - 21時30分。緊急事態宣言後、5月21日より時短営業再開[10][11][13]。
- 大塚店 - 大塚駅改札内[15]。営業時間は7時30分 - 22時00分。緊急事態宣言後、5月21日より時短営業再開[10][11][13]。
- 田端店 - 田端駅北口改札内[15]。営業時間は7時30分 - 22時00分。緊急事態宣言後、5月21日より時短営業再開[10][11][13]。
- 信濃町店 - 信濃町駅（総武線）改札外[15]。営業時間は7時30分 - 21時00分。緊急事態宣言後も休業継続[10][11][13]。
- 赤羽埼京線ホーム店 - 赤羽駅、埼京線7・8番線ホーム[15]。営業時間は7時30分 - 21時30分。緊急事態宣言後、5月21日より時短営業再開[10][11][13]。

多摩地域
- 吉祥寺中央店 - 吉祥寺駅、中央線3・4番線ホーム階段下[15][17]。営業時間は8時00分 - 21時30分。緊急事態宣言後、5月21日より時短営業再開[10][11][13]。
- 新秋津店 - 新秋津駅（武蔵野線）改札内正面[15][18]。営業時間は7時30分 - 21時00分。緊急事態宣言後、5月21日より時短営業再開[10][11][13]。
- 町田店 - 町田駅（横浜線）中央改札内、3・4番線エスカレーター上[15][19]。営業時間は7時30分 - 21時30分。緊急事態宣言後も休業継続[10][11][13]。

#### 神奈川県
- 藤沢店 - 藤沢駅（東海道線）改札内[15]。営業時間は7時00分 - 22時00分。緊急事態宣言後、5月21日より時短営業再開[10][11][13]。

#### 埼玉県
- 大宮店 - 大宮駅北口改札内、埼京線階段下[15]。営業時間は7時30分 - 21時30分。緊急事態宣言後、5月21日より時短営業再開[10][11]。
- 大宮駅第4ホーム店 - 大宮駅、宇都宮線・高崎線8・9番線ホーム[15]。営業時間は7時30分 - 21時30分。緊急事態宣言後も休業継続[10][11][13]。

### 2020年以降に閉店した店舗

#### 東京都
東京23区
- 池袋内回りホーム店 - 池袋駅、山手線内回りホーム。2007年4月に池袋外回りホーム店とともに開業。営業時間は8時00分 - 22時00分。緊急事態宣言後も休業継続[10][11]。
- 池袋メトロポリタン口店 - 池袋駅、メトロポリタン口。営業時間は7時30分 - 21時00分。緊急事態宣言後も休業継続[10][11]。
- 新橋店 - 新橋駅（山手線）。営業時間は7時00分 - 21時30分。緊急事態宣言後、5月21日より時短営業再開[10][11]。
- 恵比寿東口店 - 恵比寿駅（山手線）。営業時間は7時30分 - 21時30分。緊急事態宣言後、5月21日より時短営業再開[10][11]。
- 目白店 - 目白駅（山手線）。営業時間は7時30分 - 21時00分。緊急事態宣言後も休業継続[10][11]。
- 巣鴨店 - 巣鴨駅（山手線）。営業時間は7時30分 - 22時00分。緊急事態宣言後、5月21日より時短営業再開[10][11]。
- 新宿店 - 新宿駅15番線・16番線ホーム（山手線、総武線）。営業時間は7時30分 - 22時30分。緊急事態宣言後、5月21日より時短営業再開[10][11]。2023年4月30日閉店。
- 代々木店 - 代々木駅（山手線、総武線）。営業時間は7時30分 - 21時00分。緊急事態宣言後も休業継続。
- 神田店 - 神田駅（山手線、中央線、京浜東北線）。営業時間は7時00分 - 22時00分。緊急事態宣言後、5月21日より時短営業再開[10][11]。
- 丸の内オアゾ店 - 丸の内オアゾ内（東京駅隣接の複合商業施設）。営業時間は7時30分 - 21時00分。緊急事態宣言後も休業継続[10][11]。
- 飯田橋店 - 飯田橋駅（総武線）。営業時間は7時30分 - 21時30分。緊急事態宣言後、5月21日より時短営業再開[10][11]。
- 亀戸店 - 亀戸駅（総武線）。営業時間は7時30分 - 21時00分。緊急事態宣言後も休業継続[10][11]。
- 小岩店 - 小岩駅（総武線）。営業時間は8時00分 - 21時00分。緊急事態宣言後、5月21日より時短営業再開[10]。
- 大井町店 - 大井町駅（京浜東北線）。営業時間は7時30分 - 21時00分。緊急事態宣言後も休業継続[10][11]。
- 板橋店 - 板橋駅（埼京線）。営業時間は7時30分 - 21時00分。緊急事態宣言後も休業継続[10][11]。

多摩地域
- 吉祥寺店 - 吉祥寺駅、中央線ホーム[20]。営業時間は9時00分 - 21時00分。緊急事態宣言後も休業継続[10][11]。
- 武蔵境店 - 武蔵境駅（中央線）改札内[21]。営業時間は7時30分 - 21時30分。緊急事態宣言後も休業継続[10]。
- 武蔵小金井店 - 武蔵小金井駅（中央線）改札内[22]。営業時間は7時30分 - 21時30分。緊急事態宣言後も休業継続[10][11]。
- 国分寺店 - 国分寺駅、中央線改札内[23]。営業時間は7時30分 - 21時30分。緊急事態宣言後、5月21日より時短営業再開[10][11]。2022年12月閉店。
- 立川店 - 立川駅、中央線上り3・4番ホーム[24]。営業時間は8時00分 - 21時00分。緊急事態宣言後も休業継続[10][11]。
- 八王子ホーム店 - 八王子駅中央線1・2番ホーム[25]。営業時間は7時30分 - 21時30分。緊急事態宣言後も休業継続[10][11]。八王子中央店より先に閉店。
- 八王子中央店 - 八王子駅改札横（改札外コンコース）[26]。営業時間は7時30分 - 21時30分。緊急事態宣言後、5月21日より時短営業再開[10][11]。2012年1月24日開店[4]、2021年11月30日閉店。

#### 神奈川県
- 関内店 - 関内駅。営業時間は7時30分 - 21時00分。緊急事態宣言後、5月21日より時短営業再開[10][11]。
- 戸塚店 - 戸塚駅。営業時間は8時00分 - 21時00分。緊急事態宣言後、5月21日より時短営業再開[10][11]。
- 平塚店 - 平塚駅。営業時間は7時30分 - 21時00分。緊急事態宣言後も休業継続[10][11]。
- 小田原店 - 小田原駅。営業時間は7時30分 - 21時00分。緊急事態宣言後も休業継続[10][11]。2022年3月31日閉店。

#### 埼玉県
- 南越谷店 - 南越谷駅。営業時間は7時30分 - 21時30分。緊急事態宣言後、5月21日より時短営業再開[10][11]。

#### 千葉県
- アトレ新浦安店 - 新浦安駅の駅ビル「アトレ新浦安」内。営業時間は7時30分 - 22時00分。緊急事態宣言後も休業継続[10][11]。
- ペリエ海浜幕張店 - 海浜幕張駅の駅ビル「ペリエ海浜幕張」内。営業時間は7時30分 - 22時00分。緊急事態宣言後も休業継続[10][11]。
- 舞浜店 - 舞浜駅ホーム。営業時間は7時30分 - 22時00分。緊急事態宣言後も休業継続[10][11]。

#### 海外
- シンガポール1号店 - フランチャイズ契約による唯一の海外店舗。2021年開店、2022年6月27日閉店[5]。

### 2019年以前に閉店した店舗
新型コロナウイルスによる緊急事態宣言とは関係なく、それ以前に閉店した店舗。

#### 東京都
- 三鷹上りホーム店 - 三鷹駅、中央線上り5・6番ホーム[27]。2019年12月27日閉店。
- 三鷹下りホーム店 - 三鷹駅、中央線下り3・4番ホーム[28]。2019年12月27日閉店。
- 渋谷店 - 渋谷駅
- 渋谷南改札店 - 渋谷駅
- 新橋烏森口店 - 新橋駅
- 上野店 - 上野駅の駅ナカ商業施設「Dila上野」内。
- 新木場店 - 新木場駅
- 石神井公園店 - 西武池袋線石神井公園駅。JR沿線外店舗。

#### 神奈川県
- 藤沢店 - 藤沢駅

#### 埼玉県
- ビーンズ武蔵浦和店 - 武蔵浦和駅の駅ナカ商業施設内。
- 東川口店 - 東川口駅

## コラボメニュー
ハニーズバーは運営元であるジェイアール東日本フードビジネスの他業態（例えばデニッシュ専門店のデニッシュバーなど）とのコラボをしばしば行っていた。
他業種とのコラボメニューとしては、以下の例が挙げられる。
- ももいろクローバーZ - 2018年12月と[29]、2019年5月に[30]コラボを行い、オリジナルグッズを提供したり、ドリンクをコラボカップに注いで販売するなどした[29][30]。
- はちみつロケット - 2019年11月に、山手線内14店舗でメンバーの推しドリンクを購入するとオリジナルコースター（計7種）を配布するなどのコラボを行った[31]。
- 電車でGO!! - 2021年3月に、各店舗でドリンクを購入するとオリジナルステッカー（計10種）をもれなく配布するコラボを行った[32]。